# Alney
Alney est une île sur le fleuve Severn, à l'ouest de Gloucester, en Angleterre. Elle mesure environ 3,5 km de long dans le sens nord-sud, et 1,2 km dans sa largeur (est-ouest) maximale. La majorité de l'île se situe à l'intérieur des limites administratives de la ville de Gloucester. L'île a accueil une foire depuis l'époque médiévale, devenue ensuite le Three Counties Show. L'île est reliée au continent par trois ponts (un pont ferroviaire, un pont routier et un pont piétonnier, tous adjacents) au niveau du hameau de Over. Le pont piétonnier est construit en 1825.
Le sud-ouest de l'île est occupé par une réserve naturelle.